# Shuffle (groupe de rock)
Pour les articles homonymes, voir Shuffle.
Shuffle est un groupe de rock alternatif et progressif français, originaire du Mans. Formé en 2009, le groupe est composé de Jordan (chant, guitare), Sullivane (claviers, chœurs), Jonathan (basse, chœurs), Antoine (claviers, machines, chœurs) et Alex (batterie).
Mélangeant des styles éloignés tels que le heavy metal, le jazz ou le hip-hop, le groupe est souvent comparé aux groupes de nu metal américains tels que Deftones, Incubus ou aux groupes progressif Européens tels que Porcupine Tree ou Riverside.

## Biographie

### Débuts (2009–2015)
Après avoir joué dans un projet tribute to Pink Floyd créé par la compagnie TDM, collectif de musiciens professionnels travaillant avec de jeunes artistes musicaux basé au Mans, Jordan, Jonathan, Sullivane et Alex décident de monter leur propre groupe. Lors de la création du groupe, le nom de Shuffle est choisi par les membres car il signifie pour eux « mélange » de styles, d'influences, de genres ou d'origines. Le groupe commence les concerts grâce à un répertoire reprenant les standards du rock ré-adapté à leur sauce.
En 2012 sort leur premier EP avec lequel ils font la première partie de Shaka Ponk, Revolver, Ben l'Oncle Soul ou encore Dirty Loops. Shuffle effectue également cette année-là une mini tournée en Europe. Le groupe donne également des concerts en France en 2013, avant de se concentrer sur la création de son premier album, Upon the hill.

### Upon The Hill (2015)
L'album sort le 23 mars 2015,. Il est réalisé par Arnaud Bascuñana aux studios Soyuz et au Studio 180 à Paris. Le groupe est rejoint par Antoine (claviers, machines, chœurs) pour renforcer le line up pour le live.

Shuffle parcours une bonne partie de l'Europe et se fait remarquer, notamment au Trianon,, et au Grand Mix en première partie de Tricky, à Eier Mit Speck Festival au côté de Maxïmo Park, Donots, Danko Jones. La tournée se poursuit jusqu'en Russie ou ils ont un superbe accueil. Le groupe partage la scène avec The Intersphere, Vdelli, Who Kill Bruce Lee ...

### WontTheyFade? (2018)
Le groupe sort son deuxième album WontTheyFade? entièrement réalisé par le groupe au Studio Nebula(e).

Shuffle partage la scène avec Klone, The Raven Age,,,, Ultra Vomit,, Bukowski (groupe),, Shvpes,, Les Tambours du Bronx, Smash Hit Combo, Alex Clare,,, Volkerball